# Mrkovići
Mrkovići (en serbe cyrillique : Мрковићи) est un village de Bosnie-Herzégovine. Il est situé dans la municipalité de Centar, dans le canton de Sarajevo et dans la fédération de Bosnie-et-Herzégovine. Selon les premiers résultats du recensement bosnien de 2013, il compte 57 habitants.

## Histoire
Dans le village, un stećak et le cimetière musulman sont inscrits sur la liste des monuments nationaux de Bosnie-Herzégovine.

## Démographie

### Évolution historique de la population
| 1948 | 1953 | 1961 | 1971 | 1981 | 1991 | 2013 |
| ---- | ---- | ---- | ---- | ---- | ---- | ---- |
| -    | -    | 339  | 349  | 281  | 232  | 57   |

|  |